# Alp Öyken
Alp Öyken (1943) török színész.

## Életrajz
Alp Öyken Isztambulban született, az ankarai Állami Konzervatórium színház szakán végzett.
Az eredetileg színházban játszó Alp Öyken 1989–1990-ben a TRT televíziós csatornán sugárzott Sesame Street (törökül: Susam Sokağı) gyermekműsorban Tahsin szerepét alakította.
2011-től VII. Kelemen pápa szerepét alakítja a Szulejmán c. televíziós sorozatban.

## Filmográfia
| alkotás                        | év   | szerep                    | rendezte (megjegyzés)                             |
| ------------------------------ | ---- | ------------------------- | ------------------------------------------------- |
| Muhteşem Yüzyıl Szulejmán      | 2011 | VII. Kelemen pápa         |                                                   |
| Yüreğine Sor                   | 2009 | Süleyman                  | Yusuf Kurçenli mozifilm                           |
| Adalet Oyunu                   | 2009 | Erdal                     | Ali Özuyar, Mahur Özmen mozifilm                  |
| Osmanlı Cumhuriyeti            | 2008 | Vall William Highwill     | Gani Müjde mozifilm                               |
| Dicle                          | 2007 |                           | Filiz Kaynak sorozat                              |
| Felek Ne Demek?                | 2006 | Paşa Celal                | Bora Tekay sorozat                                |
| Yine de Aşığım                 | 2005 | Ruhi Bey                  | Ayşe Çelik Gürsoy, Atıl İnaç sorozat              |
| Sahra                          | 2004 | Yusuf baba                | Volkan Kocatürk sorozat                           |
| Yıldızların Altında            | 2002 |                           | Filiz Kaynak sorozat                              |
| Emanet                         | 2002 | Ali                       | Avni Kütükoğlu sorozat                            |
| Beşik Kertmesi                 | 2002 | Teoman Bey                | Durul Taylan, Yağmur Taylan sorozat               |
| Zümrüt/Gözlerim Aklına Gelirse | 2000 | Sadun                     | Özer Kızıltan mozifilm                            |
| Eyvah Kızım Büyüdü             | 2000 | Tahir Hoca                | Bülent Özdural, Filiz Kaynak, Ünal Küpeli sorozat |
| Evdeki Yabancı                 | 2000 | Müfit Akel                | Ümmü Burhan, Erdoğan Engin sorozat                |
| Akasya Pasajı                  | 2000 | Sinemacı Kenan Bey        | Taner Akvardar sorozat                            |
| Yüzleşme                       | 1999 |                           | Nihat Durak sorozat                               |
| Eyvah Babam                    | 1998 | Tahir Hoca                | Ünal Küpeli sorozat                               |
| Kurtuluş                       | 1996 |                           | Ziya Öztan sorozat                                |
| Gurur                          | 1994 |                           | Osman F. Seden sorozat                            |
| Hayatın İçinden                | 1993 |                           | Osman F. Seden sorozat                            |
| İki Kızkardeş                  | 1992 | Agah Bey                  | Osman F. Seden sorozat                            |
| Küçük Ağa                      | 1983 | szinkronhang              | Yücel Çakmaklı sorozat                            |
| Şahin Tepesi                   | 1981 | Mel Ferrer szinkronhangja | Bill Duke, Reza Badiyi sorozat                    |

## Fordítás
- Ez a szócikk részben vagy egészben  az   Alp Öyken című török Wikipédia-szócikk fordításán alapul.  Az eredeti cikk szerkesztőit annak laptörténete sorolja fel. Ez a jelzés csupán a megfogalmazás eredetét és a szerzői jogokat jelzi, nem szolgál a cikkben szereplő információk forrásmegjelöléseként.